# (3258) Somnium
(3258) Somnium est un astéroïde de la ceinture principale d'astéroïdes.

## Description
(3258) Somnium est un astéroïde de la ceinture principale d'astéroïdes. Il fut découvert par Paul Wild le 8 septembre 1983 à l'observatoire Zimmerwald. Il présente une orbite caractérisée par un demi-grand axe de 2,2 UA, une excentricité de 0,196 et une inclinaison de 7,55° par rapport à l'écliptique.
Il fut nommé d'après le mot latin somnium, qui signifie sommeil ou vision, également titre d'une œuvre de science-fiction posthume de Johannes Kepler (Somnium, seu opus posthumum de astronomia lunari).

## Compléments